# اليوم العالمي للأسرة
اليوم العالمي للأسرة (بالإنجليزية: Global Family Day) هو يوم للتشارك والسلام، يحتفل المجتمع الدولي في فاتح يناير/كانون الثاني من كل سنة باليوم العالمي للأسرة التي تشكل النواة الأساسية في بناء المجتمعات والحضارات تبعاً للقرار الذي اتخذته الجمعية العامة للأمم المتحدة عام 1997. وتحتفل الدول المختلفة به كيوم عالمي للسلام والمشاركة في هذا اليوم، يتشارك الأفراد والعائلات الطعام مع أصدقائهم (خاصة المحتاجين منهم) كما تقدم ضمانات شخصية بعدم العنف ونشر رسالة السلام والتشارك، وذلك بقرع الأجراس والطبول، أملاً في جعل العالم والمجتمع مكاناً أكثر أمناً للعيش. نشأ اليوم العالمي للأسرة من احتفالية الأمم المتحدة بالألفية. نشأ اليوم العالمي للأسرة في احتفالية الأمم المتحدة بالألفية الثانية، يوم للسلام.

## وصلات خارجية
- Global Family Day web site
- Congressional Resolution 72
- UN Resolution
- United Nations International Day of Families
- President George Bush Family Day Proclamation